# Le Conte du temps perdu
Pour plus de détails, voir Fiche technique et Distribution.
Le Conte du temps perdu (Сказка о потерянном времени) est un film russe pour enfants réalisé par Alexandre Ptouchko en 1964.

## Synopsis
Petia Zoubov, élève de 3e année, ce qui veut dire dans l'URSS de 1964 qu'il fréquente l'école depuis trois ans, est un enfant qui paresse au lit et qui, réveillé, est captivé par ses fantaisies et non par le nécessités de la vie d'un écolier. Heureusement, son ami, Droujok, un chien exceptionnellement intelligent, qui a bien «les pattes sur terre» l'aime et lui rend beaucoup de services.
Au cœur de la forêt, un sorcier, Prokofi Prokofievitch, qui se lamente sur son sort rejoint une isba délabrée où tentent de ne pas tomber en poussière deux magiciennes, Anna Ivanovna et Avdotia Petrovna, un magicien, Andreï Andreïevitch qui «tuent le temps» en rédigeant des lettres anonymes pour semer la zizanie dans le pays. Prokofi les secoue et décide de mettre la main à la pâte pour leur trouver autre chose à faire. Il les convainc d'aller en ville récupérer le temps perdu par des enfants, matérialisé par du sable, d'en faire une pâte et de l'ingurgiter pour rajeunir.
Dès que la bande des quatre sorciers descend du camion où ils ont été pris en stop, Andreï poste les lettres anonymes que la boîte aux lettres vomit puis tous se mettent au travail après avoir réalisé quelques facéties. Après avoir filé quatre enfants dont Petia, leurs sacs suffisamment remplis, ils rentrent à leur cabane pour préparer la pâte et opérer leur transformation. Cependant ils poussent un peu loin leur consommation et très désappointés retombent en enfance alors qu'en même temps Petia Zoubov, Maroussia Morozova, Vassia et Nadia, leurs victimes deviennent des vieillards.
Il s'ensuit des quiproquos, des situations confuses dans la capitale où tout semble être parfaitement organisé. Petia, le héros principal, vit en complet décalage. En voici quelques exemples :
- Dans le hall de son école, Natacha employée à l'accueil croit avoir affaire à un grand-père gâteux qui s'est égaré.
- Maria Sergueïevna sa maîtresse d'école le prend pour un membre de sa famille et parle de lui à la 3e personne.
- Il rencontre un vieux monsieur sur un banc et ne pouvant tenir la conversation qui sied à son apparence, son interlocuteur le prend pour un fou.
- Sur un chantier, on le prend pour le remplaçant du grutier et dépassé par les événements fait prendre l'air à Petrovitch, le contremaître.
- Il veut aider Liza une marchande de pommes mais son incompétence provoque l'impatience puis la colère des clients.
- Il enviait Maslioutchenko agent de la circulation et quand l'occasion se présente pour prendre sa place il provoque une telle pagaille qu'il s'enfuit.

Découragé par tous ces échecs, sa mère ne le reconnaissant même pas, n'ayant plus que Droujok comme ami, il part s'abriter dans la forêt où il découvre, grâce à son chien, la cabane des sorciers. Le coucou de l'horloge lui demandant à boire, il satisfait à sa demande. Reconnaissant, l'oiseau lui explique comment retrouver son apparence initiale et l'informe qu'il n'est pas la seule victime. Petia Zoubov, en tant que pionnier se doit de retrouver les trois autres transformés. Droujok se montre très utile dans cette quête et retrouvés, tous les quatre essaient de rejoindre le plus vite possible le coucou et l'horloge qui leur rendra leur jeunesse. Mais les magiciens ayant compris que leur sortilège est découvert, se lancent à leur poursuite et essaient d'arriver avant eux à leur repaire. Ils se font aider par un médecin à qui ils ont raconté que des vieillards s'étaient enfuis de l'asile. Peine perdue, Petia plus rapide, aidé par ses amis, parvient à manœuvrer l'aiguille qui permet aux enfants de retrouver leur aspect naturel tandis que les sorciers disparaissent. 

## Fiche technique
- Titre original : Сказка о потерянном времени
- Titre français : Le Conte du temps perdu
- Réalisation : Alexandre Ptouchko
- Scénario  et paroles des chansons : Vladimir Lifchits d'après le conte d'Evgueni Schwarz
- Direction artistique : R. Khairova
- Décors : Artour Berger
- Costumes : Olga Kroutchinina
- Effets spéciaux : opérateur Alexandre Renkov, dessins Zoïa Moriakova
- Photographie : I. Kharitonov
- Maquillage : M. Rojkova
- Dresseurs d'animaux : G. Alekseïev et M. Simonov
- Photographie : Samouil Roubachkine
- Son : Maria Bliakhina
- Montage : Natalia Beliovtseva
- Musique : Igor Morozov
- Direction d'orchestre : Emin Khatchatourian et Vladimir Vassiliev
- Animation : Nikolaï Fiodorov et Maria Roudatchenko
- Éditeur : L. Goloubkina
- Société de production : Mosfilm
- Pays d'origine :  Union soviétique
- Langue originale : russe
- Format : couleur (Sovcolor) - 35 mm - 1.37:1 - mono
- Genre : Comédie fantastique
- Durée : 80 minutes
- Date de sortie :
  - URSS : 27 août 1964

## Distribution
- Oleg Anofriev : Petia Zoubov vieux
- Lioudmila Chagalova : Maroussia Morozova vieille
- Grigori Spiegel : le médecin et l'acheteur de pommes avec un chapeau
- Nina Delektorskaïa : une acheteuse de pommes avec une ombrelle rouge
- Tatiana Dontsenko : Avdotia Petrovna jeune
- Jenia ou Evgueni Elisseïev : Kolia Makarov, camarade de Petia
- Zoïa Fiodorova : tante Natacha concierge à l'école où étudie Petia
- Vadim Gratchiov : Maslioutchenko, un sergent de la milice
- Nina Grebechkova : Maria Sergueïevna, l'institutrice
- Victor Gueraskine : le coiffeur
- Ian Ianakiev : Ivan Gourguenovitch, le voisin de Petia
- Nikolaï Ioudine : un pêcheur
- Margarita Jarova : une vendeuse de pâtés
- Serioja ou Sergueï Karponossov : Andreï Andreïevitch jeune
- Lidia Konstantinova : Nadia jeune
- Zina ou Zinaïda Koukouchkina : Anna Ivanovna jeune
- Micha ou Mikhaïl Koulaïev : Vassia jeune
- Marina Kouznetsova : Zina Koutiapina, l'écolière au tableau
- Saveli Kramarov : Vassia vieux
- Mouza Krepkogorskaïa : la mère de Petia
- Sergueï Martinson : Prokofi Prokofevitch, un vieux sorcier
- Evgueni Morgounov : Le propriétaire de la Moskvitch
- Irina Mourzaïeva : Anna Ivanovna, une vieille sorcière
- Alexandra Panova : une dame âgée avec un sac à provisions
- Vladimir Pitsek : un acheteur de pommes, celui qui porte un chapeau blanc
- Gricha ou Grigori Plotkine : Petia Zoubov jeune
- Varvara Riabtseva : Chef de service pour le magazine «Mourzilka»
- Ivan Ryjov : Petrovitch, contremaître sur un chantier de construction
- Sergueï Romodanov : Un vieil homme assis sur un banc lisant un journal
- Eva Sinelnikova : la voix du coucou
- Jenia ou Evgueni Sokolov : Prokofi Prokofievitch jeune
- Pavel Tarassov : un acheteur de pommes, celui qui porte une casquette blanche
- Iouri Tchekoulaïev : Le chauffeur du camion
- Valentina Teleguina : Avdotia Petrovna, une vieille sorcière
- Zoïa Vassilkova : Liza, la vendeuse de pommes
- Gueorgui Vitsine : Andreï Andreïevitch, un vieux sorcier
- Vera Volkova : Maroussia Morozova jeune
- Rina Zelionaia : Nadia vieille

## Autour du film
- La distribution a été complétée à l'aide du site «Кино-Театр.РУ - интервью, статьи, премьеры, афиша, новости ...»[1].
- Le site «Conte du temps perdu|Comédie|Animation|Sorcellerie-Psychovision» délivre un synopsis, une critique et des images du film[2].